# 卡米亞尼邁丹
50°31′5″N 27°52′46″E / 50.51806°N 27.87944°E
卡米亞尼邁丹（烏克蘭語：Кам'яний Майдан），是烏克蘭北部的村莊，隸屬日托米爾州的茲維亞赫爾區。該村面積0.77平方公里，海拔高度224米，2001年人口178，人口密度每平方公里230.87人。